# Гранітний купол

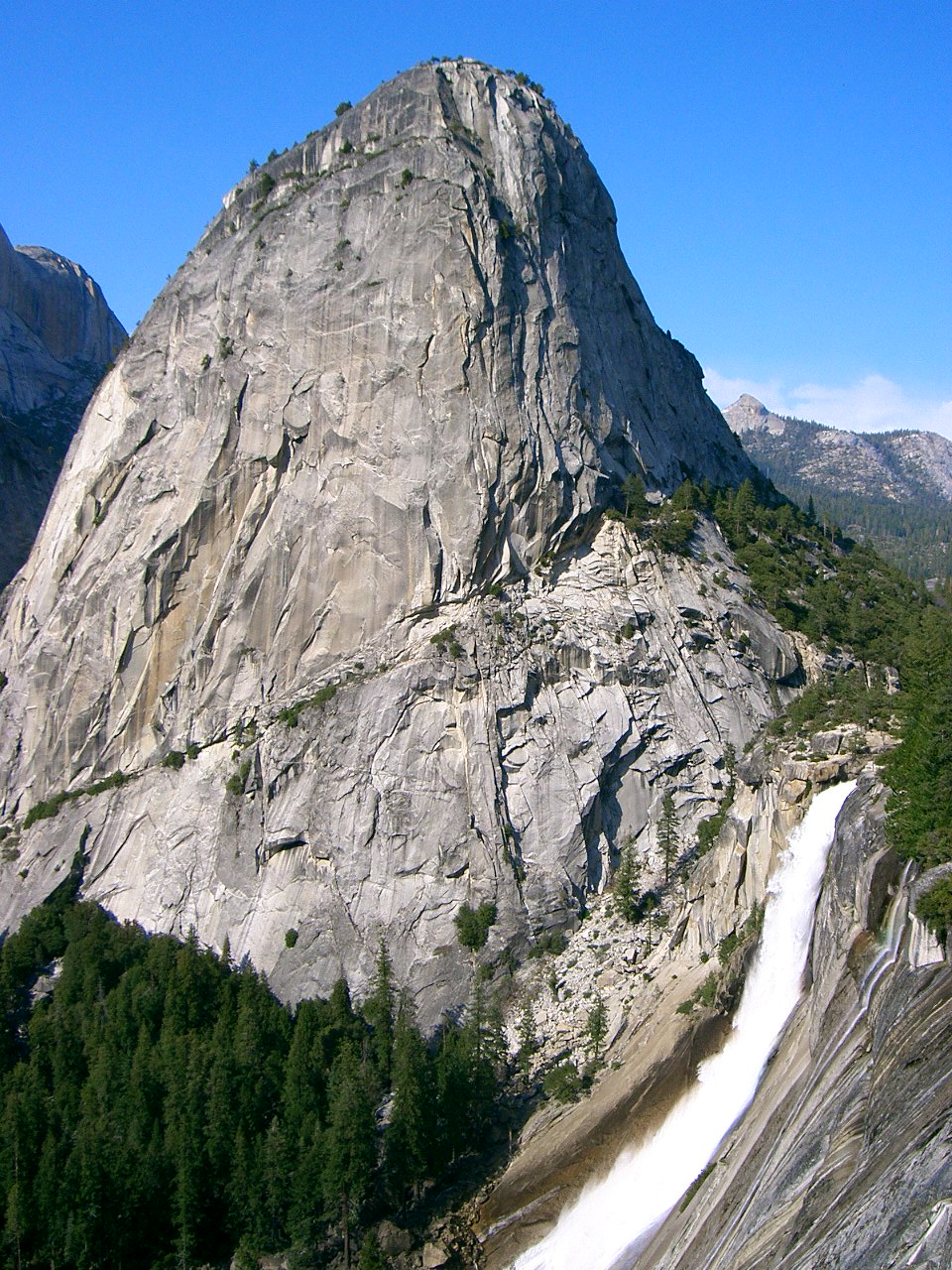
Гранітний купол Ліберті-Кеп, Національний парк Йосеміті.

Гранітний купол — купол, складений з граніту, що оголився в результаті ерозії.
Гранітні куполи - домінальні пагорби, що складаються з граніту та гранітного гнейсу, голі скелі в більшій частині поверхні.  Додаткові теорії про походження гранітних куполів включають тектонічний підйом.

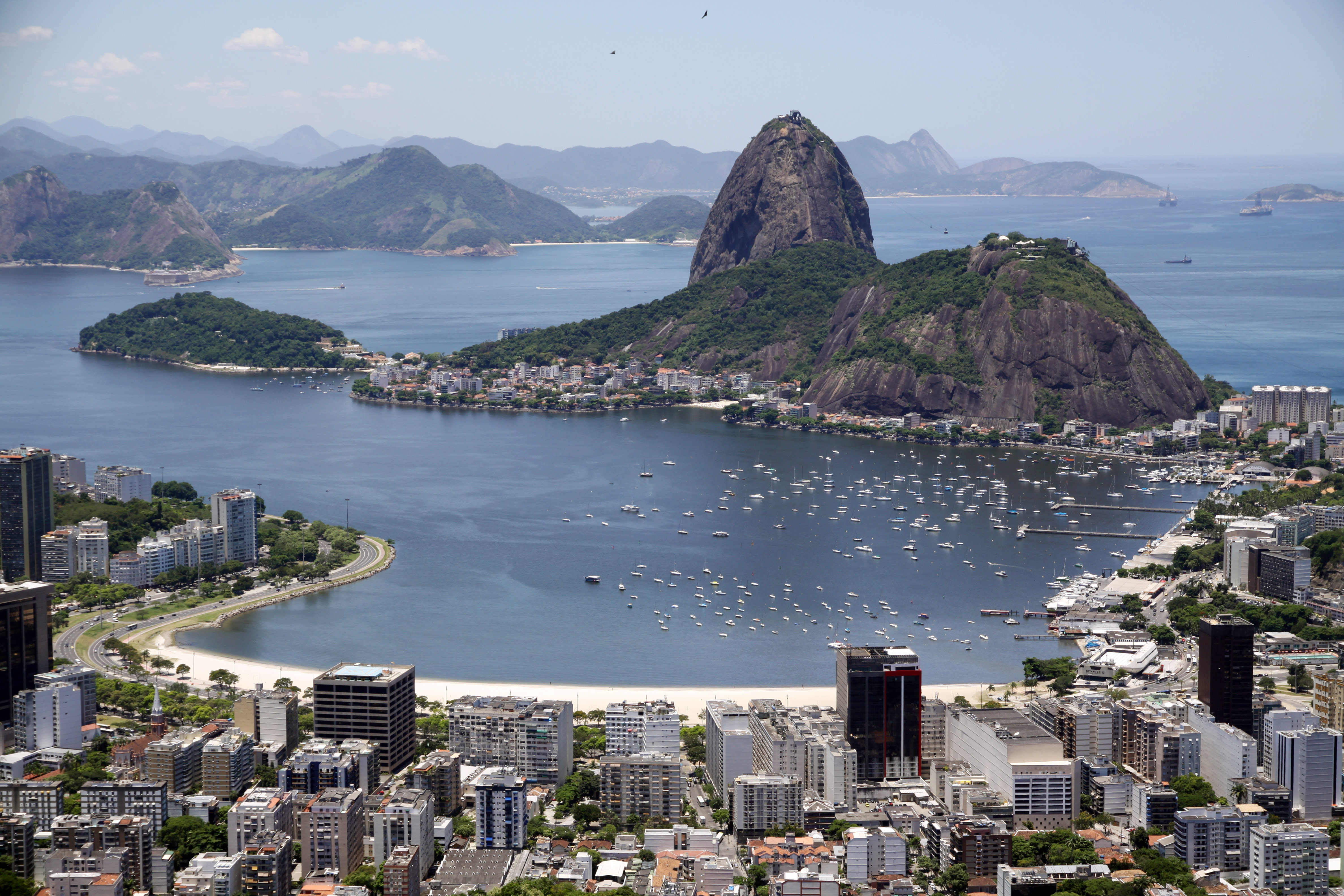
Цукрова голова в Ріо-де-Жанейро, Бразилія
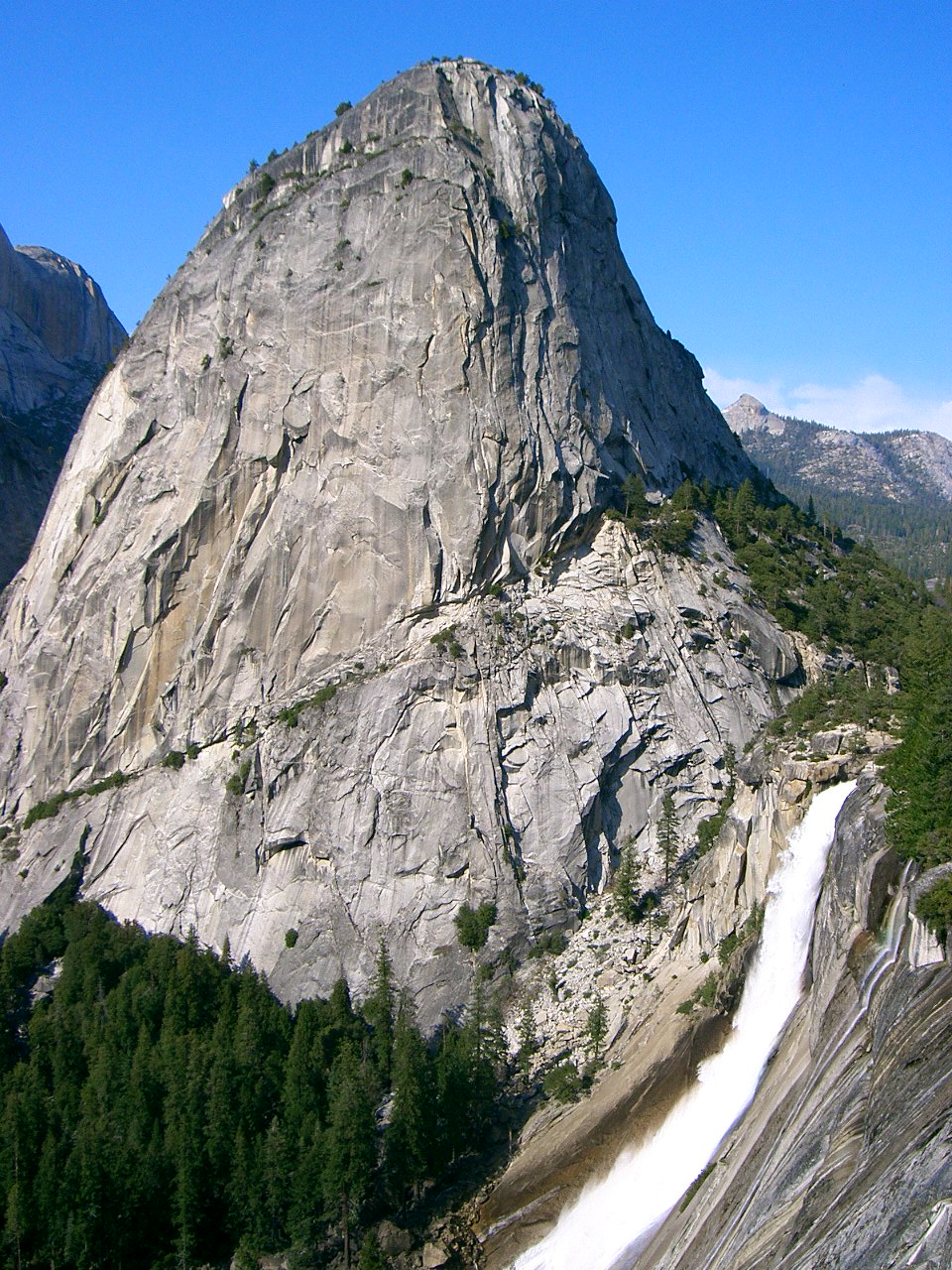
Liberty Cap в Йосеміті, Каліфорнія, США
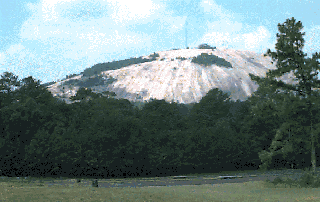
Стоун Маунтен, США, штат Джорджія

## Інтернет-ресурси
- Granite domes of the Cairngorms

| Геологія | Це незавершена стаття з геології. Ви можете допомогти проєкту, виправивши або дописавши її. |